# Stumpfblättriges Goldhaarmoos
Das Stumpfblättrige Goldhaarmoos (Orthotrichum obtusifolium) ist eine Laubmoos-Art aus der Familie Orthotrichaceae. 

## Merkmale

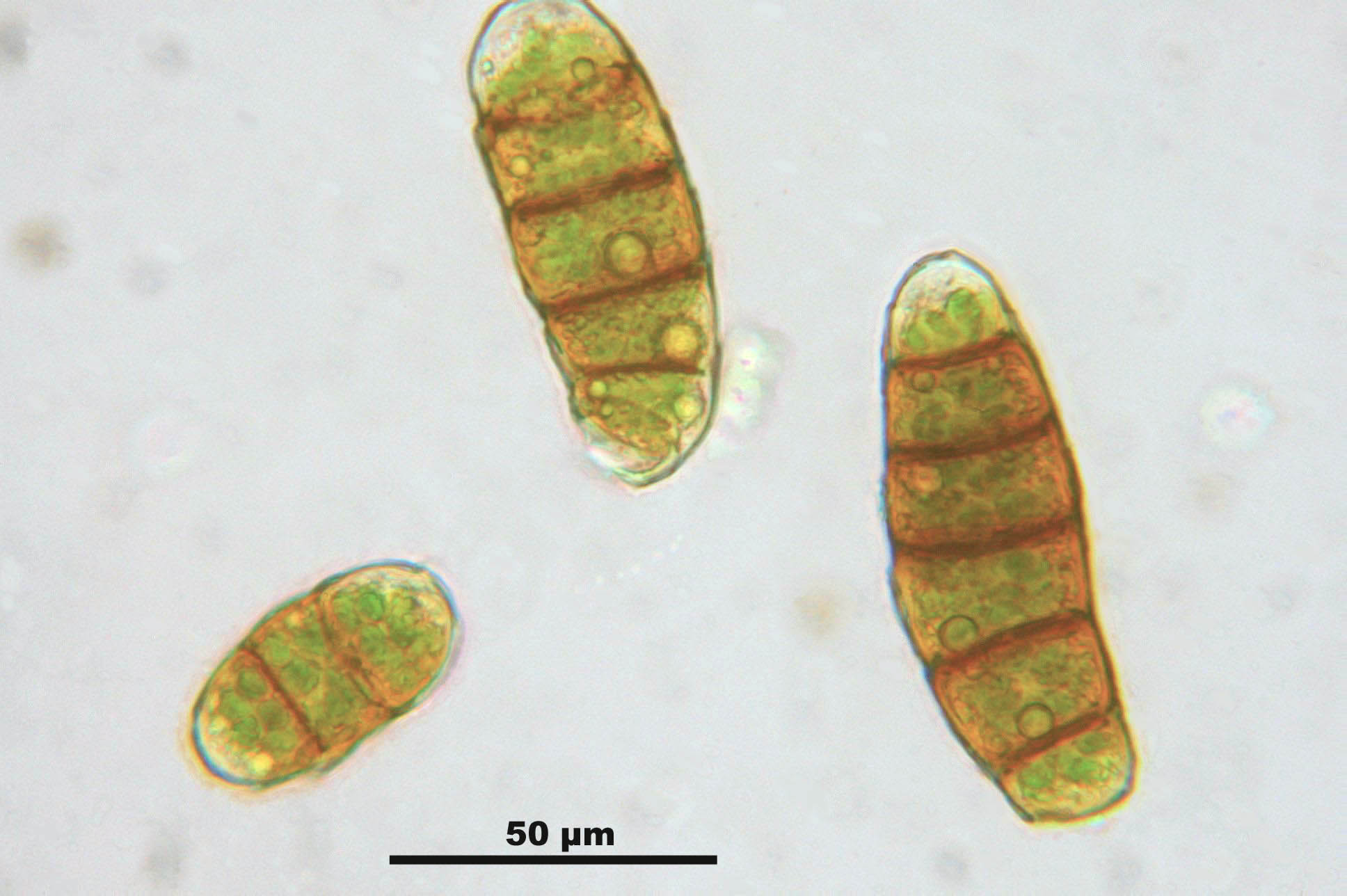
Brutkörper von Orthotrichum obtusifolium

Diese Laubmoosart bildet lockere, unregelmäßige und leicht zerfallende, gelblich- bis bräunlichgrüne, innen braune Polster oder Rasen, die 0,5 bis 1,5 Zentimeter hoch werden. Die bis über 2 Millimeter langen Blätter sind trocken dachziegelig anliegend, feucht abstehend bis zurückgebogen, am Stämmchen herablaufend, eiförmig bis verlängert elliptisch, hohl und mit nur schwach bis gegen die Spitze eingebogenem Rand. Die dünne Rippe endet vor der abgerundeten Blattspitze. Die Blattzellen sind am Blattgrund in der Nähe der Rippe rechteckig und glatt, etwa 8–15 mal 30–50 µm groß, gegen die Ränder zu kürzer bis quadratisch. Oberhalb des Blattgrundes sind die Blattzellen oval bis rundlich, dickwandig, etwa 15 bis 18 µm groß und beiderseits mit einer großen Papille besetzt.
Die ovalen Sporenkapseln sind gewöhnlich ganz in die Blätter eingesenkt, 8-furchig, mit in der Kapselmitte in einer Reihe liegenden phaneroporen Spaltöffnungen. Die Seta ist sehr kurz, bis 0,5 Millimeter lang, die glockenförmige Kalyptra kahl oder mit nur wenigen Haaren besetzt. Die Sporen sind etwa 18 bis 22 µm groß und feinwarzig. Sporenreife ist im Mai.
Die Moosart ist diözisch, sie fruchtet selten. Die Vermehrung erfolgt überwiegend vegetativ durch blattbürtige Brutkörper.

## Ökologie und Verbreitung
Das Stumpfblättrige Goldhaarmoos wächst ganz überwiegend auf Baumrinde von Laubbäumen, oft an Bäumen an Feldrändern und an Obstbäumen, selten an Mauern und Felsen. In Europa kommt es von der Ebene bis in Höhen unterhalb der Baumgrenze vor, ist überall verbreitet, aber nicht häufig. Außer in Europa kommt es auch in Asien und Nordamerika vor.